# Transoxiana

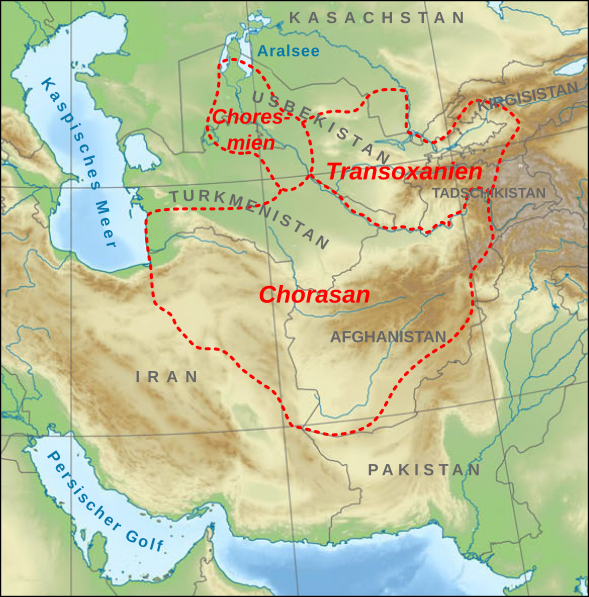
Transoxiana Lịch sử (Đông-Bắc), cùng với Khorasan (Nam) và Khwarezm (Tây-Bắc)

Transoxiana (cũng viết là Transoxiania) là một tên gọi cổ xưa dùng để chỉ một phần lãnh thổ tại Trung Á, ngày nay lãnh thổ này tương ứng với Uzbekistan, Tajikistan, miền nam Kyrgyzstan  và tây nam Kazakhstan.  Về mặt địa lý, đây là khu vực nằm giữa các sông Amu Darya (tiếng Hy Lạp cổ: Ώξος Ōxos) và Syr Darya. Ngày nay, tên gọi này thường mang ngụ ý rằng người ta đang nói về khu vực vào khoảng thời gian từ trước đó đến khoảng thế kỷ thứ 8, mặc dù thuật ngữ vẫn còn tiếp tục được các sử gia phương Tây sử dụng trong nhiều thế kỷ sau đó. Trong sử thi Ba Tư Shahnameh, do nhà thơ Ferdowsi viết, Transoxiana là quê hương của các bộ lạc du mục Ba Tư và sông Oxus là biên giới giữa Ba Tư và Turan.
Khu vực đã từng là một phần của triều Achaemenes của Ba Tư dưới cái tên Sogdiana. Tuy nhiên Transoxiana là một từ tiếng Latinh và có nghĩa là "phía bên kia sông Oxus", tên tiếng Hy Lạp của sông Amu Darya, trong đó mô tả khu vực hoàn toàn dưới quan điểm của người Hy Lạp và La Mã. Khu vực cũng từng được gọi là prdry hay Faraa-rood trong tiếng Ba Tư trung đại, tên phía sau có nghĩa là "cái mà vượt qua sông". Sau khi người Ả Rập xâm lược, họ gọi khu vực là mā warā' an-nāhr, dịch từ tiếng Ba Tư Trung đại và có cùng ý nghĩa.

## Lịch sử
Tên gọi Transoxiana trở nên phổ biến ở phương Tây do các cuộc chinh phục của Alexandros Đại đế, ông đã khuếch trương văn hóa Hy Lạp đến khu vực trong các cuộc chinh phục vào thế kỷ thứ 4 TCN; Transoxiana là điểm xa nhất về đông bắc của |văn hóa Hy Lạp, và trong thực tế là một nơi giao thoa văn hóa Hy Lạp/Ba Tư/Trung Hoa/Phật giáo, được mệnh danh là 'Serindian' cho đến khi bị người Ả Rập xâm lược. Dưới thời Đế quốc Sassanid, vùng thường được gọi là Sogdiana, một tên tỉnh từ Đế quốc Achaemenes, và được sử dụng để phân biệt nó với vùng Bactria gần đó.
Nhà thám hiểm Trung Hoa Trương Khiên (張騫), người từng viếng thăm các nước làng giềng tại Bactria và Parthia cùng với Transoxiana vào năm 126 TCN, và đây là ghi nhận đầu tiên trong sử sách Trung Quốc về khu vực này. Trương Khiên xác định rõ ràng rằng Parthia là một nền văn minh đô thị tiên tiến, canh tác ngũ cốc và nho, đúc tiền bạc và đồ da.
Trong thời kỳ Sassanid, khu vực trở thành một trung tâm văn hóa và khoa học chính yếu nhờ uy quyền của hoàng gia và sự giàu có bắt nguồn từ Con đường tơ lụa. Nhiều quý tộc và địa chủ Ba Tư đã đào thoát tới khu vực sau cuộc xâm lược của người Hồi giáo. Sau cuộc chinh phục của người Ả Rập, khu vực được gọi với cái tên Ma wara'un-Nahr (tiếng Ả Rập, "cái ở bên kia sông").
Các thành phố chính và trung tâm văn hóa của Transoxiana là Samarkand và Bukhara. Cả hai đều nằm ở phần phía nam của Transoxiana, (mặc dù vẫn nằm ở phía nắc sông Amu Darya, ven sông Zeravshan), và phần lớn khu vực bị khô hạn song lại có các đồng bằng màu mỡ. Cả hai thành phố vẫn là trung tâm văn hóa và băn minh Ba Tư sau khi người Ả Rập xâm chiếm Ba Tư, và đóng một vai trò quan trọng trong việc hồi sinh văn hóa Ba Tư với việc thành lập nhà Samanid.
Một phần của khu vực bị Qutayba ibn Muslim chinh phục từ năm 706 đến 715 và được Umayyads tổ chức quản lý lỏng lẻo từ 715 đến 738. Cuộc chinh phục được củng cố bởi Nasr ibn Sayyar giữa các năm 738 và 740, và tiếp tục nằm dưới quyền quản lý của Umayyad cho đến năm 750, khi nó bị nhà Abbas thay thế. Nhà Đường cũng từng kiểm soát phần phía đông của khu vực cho đến cùng một thời điểm, khi xảy ra một cuộc nội chiến.
Thành Cát Tư Hãn xâm lược Transoxiana vào năm 1219 trong cuộc chinh phục Khwarezm. Trước khi ông mất vào năm 1227, ông đã giao vùng đất phía tây Trung Á cho người con trai Sát Hợp Đài, và khu vực được biết đến với cái tên Sát Hợp Đài hãn quốc. Năm 1369, Timur, của bộ lạc Barlas, trở thành người cai trị trê hiệu lực mặc dù uy quyền về nghi thức của hãn quốc vẫn còn, và sau đó biến Samarkand thành kinh đô trong tương lại của đế quốc của ông. Transoxiana đã trở nên hưng thịnh vào giữa thế kỷ 14.